# Final da Copa do Brasil de Futebol de 2013
A final da Copa do Brasil de Futebol de 2013 foi a 25.ª final dessa competição brasileira de futebol organizada pela Confederação Brasileira de Futebol (CBF). Foi decidida por Atlético Paranaense e Flamengo em duas partidas. O primeiro duelo ocorreu em 20 de novembro, na Vila Capanema, em Curitiba e as equipes empataram em 1–1. Já o segundo confronto aconteceu em 27 de novembro, no Maracanã, no Rio de Janeiro com a vitória do Flamengo por 2–0. No resultado agregado, 3–1 para o Flamengo que sagrou-se campeão, seu terceiro título da competição.

## Estatísticas pré-jogo
Esta foi a primeira final entre clubes no remodelado estádio do Maracanã. Foi, também, a primeira grande decisão entre dois rubro-negros na história do futebol brasileiro. Além disso, foi a sexta vez que o Flamengo chegou a uma final da Copa do Brasil, e a primeira do Atlético Paranaense.
O Flamengo tornou-se o finalista com mais vitórias numa edição da Copa do Brasil (10 vitórias). Foi também o segundo clube na história da competição a jogar nas 5 regiões do país, numa mesma edição. Outra estatística curiosa é que o Maracanã passou o Olímpico como estádio com mais finais de Copa do Brasil (oito, no total).

## Mando de campo
Em relação à definição do mando de campo do primeiro e segundo jogo, o regulamento da Copa do Brasil prevê a ordem de prioridades entre os campeonatos estaduais e o Ranking Histórico da CBF nas primeiras e segundas fases. A partir das oitavas-de-final, a CBF faz sorteios para determinar a ordem dos jogos.
No caso desta final, o sorteio foi realizado em 6 de novembro na sede da CBF para a definição do mando de campo.

## Caminho até a final
| Atlético Paranaense | Atlético Paranaense | Atlético Paranaense | Fase             | Flamengo   | Flamengo   | Flamengo           |
| Adversário          | Resultado           | Jogos               | Fase             | Adversário | Resultado  | Jogos              |
| ------------------- | ------------------- | ------------------- | ---------------- | ---------- | ---------- | ------------------ |
| Brasil de Pelotas   | 3 – 0               | 1–0 fora; 2–0 casa  | Primeira fase    | Remo       | 4 – 0      | 1–0 fora; 3–0 casa |
| América de Natal    | 6 – 2               | 6–2 fora            | Segunda fase     | Campinense | 4 – 2      | 2–1 fora; 2–1 casa |
| Paysandu            | 2 – 1               | 0–0 fora; 2–1 casa  | Terceira fase    | ASA        | 4 – 1      | 2–0 fora; 2–1 casa |
| Palmeiras           | 3 – 1               | 0–1 fora; 3–0 casa  | Oitavas-de-final | Cruzeiro   | 2 – 2 (gf) | 1–2 fora; 1–0 casa |
| Internacional       | 1 – 1 (gf)          | 1–1 fora; 0–0 casa  | Quartas-de-final | Botafogo   | 5 – 1      | 1–1 fora; 4–0 casa |
| Grêmio              | 1 – 0               | 1–0 casa; 0–0 fora  | Semifinal        | Goiás      | 4 – 2      | 2–1 fora; 2–1 casa |

## Venda de ingressos e renda
Uma confusão por conta dos preços dos ingressos acabou virando caso de polícia. O Flamengo estipulou os preços variando de 250 a 800 reais (ingressos com preço "cheio", sem meia-entrada), valor considerado abusivo, uma vez que o Procon admite um aumento de, no máximo, 30 por cento em relação ao valor da semifinal (o aumento foi de 150%). Por conta disso, o Procon convocou o Flamengo para esclarecimentos. Após o não comparecimento de representantes do Flamengo à reunião para justificar o aumento no preço dos ingressos, em 13 de novembro, dois representantes do órgão de defesa foram à Gávea em busca de documentos que poderiam justificar o aumento dos ingressos, naquela que foi chamada "Operação Urubu".
Vale destacar que o aumento dos ingressos causou revolta também em grande parte da torcida do Flamengo e alguns deles organizaram um protesto em frente à sede do clube contra a medida.
O fato é que, com estes preços, o Flamengo arrecadou R$ 9.733.785,00, o que constituiu a segunda maior bilheteria da história do futebol brasileiro, atrás apenas da final da Copa Libertadores de 2013. Representou também o 2o maior preço médio do ingresso (R$ 167,00), atrás, também, apenas da final da Copa Libertadores de 2013 (R$ 250).

### Ações de cambistas
O Ministério Público do Estado do Rio de Janeiro informou que, após o 2o jogo da Final, dois indivíduos foram presos em ação contra cambistas. Segundo o órgão, a operação, ainda apreendeu 20 ingressos que estavam sendo vendidos entre R$ 500 e R$ 700, uma máquina de cartão de crédito e R$ 8.770.

## Partidas

### Primeira partida
| 20 de novembro | Atlético Paranaense | 1 – 1                     | Flamengo   | Vila Capanema, Curitiba                             |
| 21:50 (UTC−2)  | Marcelo 18'         | Súmula eletrônica Borderô | Amaral 30' | Público: 15 494 Árbitro: SP Paulo Cesar de Oliveira |

| 0 | Atlético-PR | Flamengo | 0 |

| G              | 12 | Weverton      |     |     |
| LD             | 28 | Juninho       |     |     |
| Z              | 3  | Manoel        |     |     |
| Z              | 35 | Luiz Alberto  |     |     |
| LE             | 6  | Pedro Botelho | 23' | 61' |
| V              | 5  | Deivid        |     |     |
| V              | 31 | Zezinho       |     |     |
| M              | 30 | Paulo Baier   |     | 69' |
| A              | 7  | Marcelo       |     |     |
| A              | 77 | Éderson       |     | 77' |
| A              | 22 | Éverton       | 69' |     |
| Reservas:      |    |               |     |     |
| G              | 33 | Santos        |     |     |
| LD             | 2  | Jonas         |     |     |
| Z              | 44 | Renato Chaves |     |     |
| Z              | 55 | Dráusio       |     |     |
| V              | 14 | Marcelo Palau |     |     |
| M              | 11 | Felipe        |     |     |
| M              | 21 | Fran Mérida   |     |     |
| A              | 18 | Maranhão      |     | 69' |
| A              | 49 | Dellatorre    |     | 61' |
| A              | 9  | Ciro          |     | 77' |
| Treinador:     |    |               |     |     |
| Vágner Mancini |    |               |     |     |

| G                | 1  | Felipe         |     |     |
| LD               | 2  | Léo Moura      | 16' |     |
| Z                | 3  | Chicão         |     | 41' |
| Z                | 14 | Wallace        |     |     |
| LE               | 27 | André Santos   |     | 27' |
| V                | 40 | Amaral         |     |     |
| V                | 8  | Elias          | 79' |     |
| M                | 20 | Carlos Eduardo |     | 84' |
| A                | 15 | Luiz Antônio   |     |     |
| A                | 9  | Hernane        |     |     |
| A                | 26 | Paulinho       |     |     |
| Reservas:        |    |                |     |     |
| G                | 48 | Paulo Victor   |     |     |
| G                | 37 | César          |     |     |
| LD               | 34 | Digão          |     |     |
| Z                | 36 | Frauches       |     |     |
| Z                | 33 | Samir          |     | 41' |
| LE               | 16 | João Paulo     |     | 27' |
| V                | 35 | Diego Silva    |     | 84' |
| V                | 30 | Val            |     |     |
| M                | 17 | Adryan         |     |     |
| A                | 10 | Gabriel        |     |     |
| A                | 19 | Marcelo Moreno |     |     |
| A                | 28 | Bruninho       |     |     |
| Treinador:       |    |                |     |     |
| Jaime de Almeida |    |                |     |     |

| Bandeirinhas: RS Altemir Hausmann BA Alessandro Álvaro Rocha de Matos Quarto árbitro: AL Francisco Carlos Nascimento |

#### Estatísticas
Fonte: ESPN
|                       | Atlético Paranaense | Flamengo |
| --------------------- | ------------------- | -------- |
| Posse de bola         | 47%                 | 53%      |
| Finalizações (no gol) | 9 (4)               | 8 (1)    |
| Passes certos         | 201                 | 235      |
| Rebatidas             | 40                  | 49       |
| Lançamentos           | 32                  | 53       |

### Segunda partida
| 27 de novembro | Flamengo                  | 2 – 0                     | Atlético Paranaense | Maracanã, Rio de Janeiro                         |
| 21:50 (UTC−2)  | Elias 87' · Hernane 90+4' | Súmula eletrônica Borderô |                     | Público: 68 857 Árbitro: RS Leandro Pedro Vuaden |

| 0 | Flamengo | Atlético-PR | 0 |

| G                | 1  | Felipe          |     |     |
| LD               | 2  | Léo Moura       |     | 84' |
| Z                | 14 | Wallace         |     |     |
| Z                | 33 | Samir           | 75' |     |
| LE               | 27 | André Santos    | 89' |     |
| V                | 40 | Amaral          |     |     |
| V                | 8  | Elias           |     | 89' |
| M                | 20 | Carlos Eduardo  |     | 63' |
| A                | 15 | Luiz Antônio    |     |     |
| A                | 9  | Hernane         |     |     |
| A                | 26 | Paulinho        |     |     |
| Reservas:        |    |                 |     |     |
| G                | 48 | Paulo Victor    |     |     |
| G                | 37 | César           |     |     |
| LD               | 34 | Digão           |     |     |
| Z                | 4  | Marcos González |     | 84' |
| Z                | 36 | Frauches        |     |     |
| LE               | 16 | João Paulo      |     | 89' |
| V                | 35 | Diego Silva     |     | 63' |
| V                | 30 | Val             |     |     |
| M                | 17 | Adryan          |     |     |
| A                | 10 | Gabriel         |     |     |
| A                | 19 | Marcelo Moreno  |     |     |
| A                | 28 | Bruninho        |     |     |
| Treinador:       |    |                 |     |     |
| Jaime de Almeida |    |                 |     |     |

| G              | 12 | Weverton      |     |     |
| LD             | 28 | Juninho       |     | 77' |
| Z              | 3  | Manoel        |     |     |
| Z              | 35 | Luiz Alberto  |     |     |
| LE             | 6  | Pedro Botelho |     |     |
| V              | 5  | Deivid        |     |     |
| V              | 31 | Zezinho       |     |     |
| M              | 30 | Paulo Baier   |     |     |
| M              | 11 | Felipe        |     | 56' |
| A              | 7  | Marcelo       |     |     |
| A              | 77 | Éderson       |     | 72' |
| Reservas:      |    |               |     |     |
| G              | 33 | Santos        |     |     |
| LD             | 2  | Jonas         |     |     |
| Z              | 4  | Cléberson     |     | 77' |
| Z              | 44 | Renato Chaves |     |     |
| Z              | 55 | Dráusio       |     |     |
| V              | 14 | Marcelo Palau |     |     |
| V              | 8  | João Paulo    |     |     |
| M              | 21 | Fran Mérida   |     |     |
| A              | 18 | Maranhão      |     |     |
| A              | 49 | Dellatorre    | 75' | 56' |
| A              | 9  | Ciro          | 89' | 72' |
| Treinador:     |    |               |     |     |
| Vágner Mancini |    |               |     |     |

| Homem do jogo: Luiz Antônio (Flamengo) |

| Bandeirinhas: SP Emerson Augusto de Carvalho SP Marcelo Carvalho Van Gasse Quarto árbitro: MG Ricardo Marques Ribeiro |

#### Estatísticas
Fonte: Footstats
|                      | Flamengo | Atlético Paranaense |
| -------------------- | -------- | ------------------- |
| Posse de bola        | 52%      | 48%                 |
| Finalizações certas  | 7        | 1                   |
| Finalizações erradas | 14       | 8                   |
| Passes trocados      | 143      | 106                 |
| Passes errados       | 38       | 28                  |
| Desarmes             | 22       | 15                  |
| Rebatidas            | 51       | 58                  |
| Dribles certos       | 12       | 8                   |
| Cruzamentos certos   | 6        | 0                   |
| Cruzamentos errados  | 13       | 15                  |
| Perdas de bola       | 61       | 56                  |

- Jogador que mais driblou: Paulinho (5 vezes)[17]
- Maior finalizador: Hernane (4 chutes certos)[17]

#### Audiência
A audiência da 2.ª partida atingiu 38 pontos (cada ponto representando 38 mil domicílios), o que significou 61% de share (TVs ligadas). Este número representou o recorde de audiência do horário no ano no Rio de Janeiro.

## Premiação
| Copa do Brasil de 2013        |
| Rio de Janeiro                |
| ----------------------------- |
| FLAMENGO Campeão (3.º título) |